# Cedrela salvadorensis
Cedrela salvadorensis är en tvåhjärtbladig växtart som beskrevs av Standley. Cedrela salvadorensis ingår i släktet Cedrela och familjen Meliaceae. Inga underarter finns listade i Catalogue of Life.